# 9К121 Вихър
9К121 Вихър (наименование по класификация на НАТО – AT-16 Scallion) е съветски противотанков ракетен комплекс, разработен в Тулския оръжеен завод, за нуждите на съветските щурмоваци-изтребители Су-25, Су-39, вертолетите Ка-50, а също така за катери и малки патрулни кораби.
В комплекса влиза свръхзвукова ракета 9А4172, управляема с лазер, пускова установка, апаратура на системата за управление на полета Шквал.

## Основни тактико-технически характеристики
- Далечинност на стрелбата – до 10 км
- Скорост на ракетата – ~600 м/с
- Време на полета на максимална дистанция – 28 с
- Тип на бойната глава – кумулативно-осколочно-фугасна, с кумулативен заряд